# Flat kamgälsnäcka
Flat kamgälsnäcka (Valvata cristata) är en snäckart som beskrevs av Otto Friedrich Müller 1774. Flat kamgälsnäcka ingår i släktet Valvata, och familjen kamgälsnäckor. Arten är reproducerande i Sverige.